# Черепинки
Черепинки (укр. Черепинки) — село на Украине, находится в Овручском районе Житомирской области. Расположено на реке Болдунка.
Код КОАТУУ — 1824288405. Население по переписи 2001 года составляет 161 человек. Почтовый индекс — 11136. Телефонный код — 4148. Занимает площадь 8,01 км².

## Адрес местного совета
11136, Житомирская область, Овручский р-н, с.Черепин